# Schleusenberg (Woltersdorf)
Der Schleusenberg ist eine Ortslage der Gemeinde Woltersdorf, in der Rüdersdorfer Heide in Brandenburg. Sie entstand auf dem Ackerland der Siedlung Woltersdorfer Schleuse. Der Schleusenberg ist für seine zahlreichen Villen bekannt.

## Geographie
Der Schleusenberg liegt südöstlich der Woltersdorfer Schleuse. Es handelt sich bei ihm nicht um einen Berg, sondern mehr um eine gut 5 Meter hohe Böschung am Ostufer des Flakensees, ähnlich dem Springeberg auf der westlichen Seite des Sees. Der historische Schleusenberg bildet ein Dreieck, das von der Buchhorster Straße im Norden und der Fangschleusenstraße im Westen eingefasst wird. Hinzu kommen die Häuser westlich und nördlich von ihm, welche oberhalb der Strandpromenade und der Maiwiese liegen.

## Geschichte
Ab 1550 bestand zwischen Kalksee und Flakensee eine Stauschleuse. Sowohl die 1., später Alte Schleuse genannt, als auch die um 1700 erbaute 2. Schleuse gehörten nicht zum Berliner Kämmereidorf Woltersdorf, sondern zur Königlichen Domäne Rüdersdorf. Die Schleuse bildete die Grenze zu Woltersdorf. Die westlich von ihr gelegene Mühle gehörte zu Woltersdorf. Am 26. Februar 1767 wurde der Mühlenbesitzer Gottfried Erbkam auch Schleusenmeister. Dafür verpflichtete er sich Kolonisten an der Schleuse anzusiedeln. Am 13. Oktober 1774 erhielt Erbkam von Friedrich II. ein dreieckiges Stück Forstland von 25 Morgen südöstlich der Woltersdorfer Schleuse in Erbpacht, als Ackerland für die Kolonisten. Ab 1852 wurde dieses Erbpachtland schrittweise parzelliert und mit Häusern bebaut. Es zog vor allem Berliner auf den Schleusenberg, die hier die Sommerfrische in Landhäusern verbrachten. Am 7. März 1884 wurde die Siedlung Woltersdorfer Schleuse vom I. Heidedistrikt der Rüdersdorfer Heide abgetrennt nach Woltersdorf eingemeindet. 1897 wurde zur besseren Erschließung des Schleusenberges die Friedenstraße angelegt. 1932 wird der Hang westlich der Fangschleusenstraße eingemeindet und mit Häusern bebaut.

## Einwohner
Bis zur Eingemeindung 1884 wurde die Siedlung an der Woltersdorfer Schleuse innerhalb des I. Rüdersdorfer Heidedistrikts separat gezählt. Die Einwohnerzahl umfasste nicht nur die Siedlung auf dem Schleusenberg selbst, sondern alle Häuser östlich der Schleuse.
| Jahr | Einwohner |
| ---- | --------- |
| 1791 | 38        |
| 1805 | 52        |
| 1817 | 43        |
| 1840 | 77        |
| 1870 | 97        |
| 1926 | 381       |
| 1930 | 460       |